# 513 v.Chr.
Het jaar 513 v.Chr. is een jaartal volgens de christelijke jaartelling.

## Gebeurtenissen

### Perzië
- Koning Darius I onderwerpt Thracië en Macedonië, bij de Donau achtervolgen de Perzen de nomadische Scythen.
- De Scythen passen een tactiek van de "Verschroeide Aarde" toe en het Perzische leger moet zich terugtrekken.
- Darius I laat zijn satraap Megabases achter met 80.000 man om Thracië en de zee-engte van de Dardanellen zeker te stellen.